# Dan Smith (musicien)
Daniel Campbell "Dan" Smith est un chanteur et compositeur britannique, né le 14 juillet 1986. Il est le fondateur, chanteur et compositeur du groupe anglais Bastille.

## Biographie

### Carrière
Smith a étudié à l'université de Leeds, où il fut diplômé en Langue anglaise et en Littérature. À 15 ans, il commence à écrire des chansons, au piano et sur son ordinateur, dans sa chambre, mais garde sa musique secrète de ses amis et de sa famille, jusqu'à être convaincu par un ami de participer à la compétition Leeds Bright Young Thing en 2007, où il arriva finaliste.
En 2008, Dan Smith retourne à Londres, où il poursuit sa carrière solo et en 2010 il forme finalement Bastille avec Chris "Woody" Wood, Kyle Simmons et Will Farquarson. Bastille a sorti cinq albums intitulés Bad Blood, Wild World, Doom Days, Give Me the Future et leur cinquième album studio, "&", est sorti en octobre 2024.

### Vie privée
Il écrit et arrange toutes les chansons de Bastille, sauf les remixes et les reprises. Il a travaillé avec Mark Crew pour produire Bad Blood et Wild World. Il joue du piano, des claviers, des percussions et du mélodica.
Les parents de Smith viennent d'Afrique du Sud.

## Influences
Smith est un fan de la série Twin Peaks, et de l'un de ses créateurs, David Lynch. La série l'a inspiré pour l'une de ses premières chanson, "Laura Palmer", ainsi que pour "Overjoyed".

## Discographie

### Musiques écrites et coécrite pour d'autres artistes
- 2010 : Robots et Sucker for Love pour Gabriella Cilmi
- 2010 : Love Shine Down pour Olly Murs feat. Jessie J
- 2013 : Choices pour To Kill a King
- 2014 : Wanna Know pour Dan Croll
- 2014 : Lay My Body Down pour Rag'n'Bone Man
- 2015 : Better Love pour Foxes
- 2015 : La Lune pour Madeon
- 2016 : Who Is et Night Shift pour Chris Stylez (en)
- 2016 : Half Light pour Banners
- 2017 : Your Way or the Rope pour Rag'n'Bone Man
- 2017 : The Gospel pour Chris Stylez (en)
- 2017 : Into the Blue pour Rationale
- 2018 : Curve et Move pour Kara Marni
- 2018 : At My Weakest pour James Arthur
- 2019 : Hurt People pour Gryffin
- 2019 : Visions pour The Modern Strangers
- 2019 : Begging pour Moss Kena
- 2020 : This Is The Place pour Tom Grennan
- 2020 : Multiply pour Love Fame Tragedy
- 2020 : Sicko pour Cailin Russo (en)
- 2021 : Higher pour Clean Bandit feat. Iann Dior (en)
- 2022 : Bleed It pour Logic